# SVGAlib
SVGAlib é uma biblioteca gráfica código aberto que funciona em Linux e FreeBSD, e permite programas a mudar o modo de vídeo e exibir gráficos em tela cheia. Alguns jogos populares como Quake e Doom o usaram em suas primeiras versões.
A biblioteca foi popular em meados de 1990. Depois de 2000, muitas aplicações que o usavam, migraram para X11 e SDL, que podem usar o SVGALib como driver de vídeo.
Um código de exemplo em C que usa SVGALib é mostrado abaixo:
```
#include
 
<stdlib.h>

#include
 
<unistd.h>

#include
 
<vga.h>

 

int
 
main
(
void
)

{

   
int
 
cor
 
=
 
4
;

   
int
 
x
 
=
 
10
;

   
int
 
y
 
=
 
10
;

   
unsigned
 
int
 
segundos
 
=
 
5
;

 

   
/* detecta o chipset e dá direitos de supervisor */

   
if
 
(
vga_init
()
 
<
 
0
)

        
return
 
EXIT_FAILURE
;

 

   
vga_setmode
(
G320x200x256
);

   
vga_setcolor
(
cor
);

   
vga_drawpixel
(
x
,
 
y
);

 

   
sleep
(
segundos
);

 

   
/* restaura modo de texto e devolve o controle para o gerenciador de console */

   
vga_setmode
(
TEXT
);

 

   
return
 
EXIT_SUCCESS
;

}

```